# Jewhen Dejneko
Jewhen Anatolijowycz Dejneko, ukr. Євген Анатолійович Дейнеко (ur. 15 października 1985 w Czerkasach) – ukraiński piłkarz, grający na pozycji bramkarza.

## Kariera piłkarska

### Kariera klubowa
Wychowanek Szkoły Piłkarskiej w Czerkasach. Występował w juniorskich mistrzostwach Ukrainy (DJuFL) w zespołach SDJuSzOR-Chodak i Czerkasy-Zenit. W 2003 rozpoczął karierę piłkarską w drugiej drużynie FK Boryspol. Potem po jednym występie w klubie Boreks-Borysfen Borodzianka powrócił do Boryspola, gdzie występował w podstawowym składzie. W 2006 zaliczył jeden występ w klubie Krymtepłycia Mołodiżne, skąd przeszedł do Dnipra Czerkasy. W meczu przeciwko drużynie Jedność Płysky strzelił gola od swojej bramki. Na początku 2009 przeniósł się do Krywbasa Krzywy Róg. Rok później został wypożyczony do Naftowyk-Ukrnafty Ochtyrka. Latem 2011 wypożyczony do FK Połtawa. Podczas przerwy zimowej sezonu 2012/13 został piłkarzem FK Sumy.